# De stukgedanste schoentjes
De stukgedanste schoentjes is een bekend sprookje, opgetekend door de gebroeders Grimm in Kinder- und Hausmärchen onder nummer KHM133. De oorspronkelijke naam is Die zertanzten Schuhe.

## Het verhaal
Een koning doet altijd de deur op slot van de slaapkamer van zijn twaalf dochters, maar 's ochtends zijn de schoentjes altijd stukgedanst. Degene die het geheim kan ontsluieren, mag trouwen met een van hen en wordt na de dood van de koning zelf koning. Een koningszoon doet een poging, maar valt in slaap en ook de tweede nacht kan hij niet wakker blijven. Ook op de derde nacht kan hij niet wakker blijven en hij wordt ter dood gebracht. Velen volgen, maar niemand kan het raadsel oplossen. Een arme soldaat, die gewond is geraakt, zoekt de weg naar de stad en komt een oude vrouw tegen. Hij zegt dat hij wel wil weten waar de koningsdochters hun schoentjes stukdansen en ze vertelt hem dan dat hij geen wijn moet drinken en moet doen alsof hij slaapt. Ze geeft hem een mantel waarmee hij onzichtbaar kan worden.
Hij wordt vriendelijk ontvangen door de koning. 's Avonds krijgt hij koninklijke kleding aan en gaat naar bed, de oudste dochter geeft hem een beker wijn. Hij heeft een spons onder zijn kin gebonden en de wijn loopt daarin, hij hoort de koningsdochters lachen en zij doen prachtige kleding aan. De jongste dochter heeft een vreemd voorgevoel en de sneeuwgans wordt niet serieus genomen door haar vrolijke zusters. Ze zien dat de soldaat zijn ogen dicht heeft en de oudste klopt op haar bed, waarna het door de grond zakt. De meisjes gaan door de opening en de soldaat doet zijn mantel om en gaat hen achterna. Hij trapt op de jurk van de jongste dochter, maar ze wordt niet serieus genomen door haar zusters. Beneden is een prachtige laan met zilveren bomen en de soldaat neemt een tak mee als bewijs. De jongste hoort de knal, maar de zusters zeggen dat dit vreugdeschoten zijn omdat ze hun prinsen bijna verlost hebben.
Ze komen in een laan met gouden bomen en daarna in één met bomen van diamant. De soldaat breekt weer takken af, maar de oudste zussen nemen hun jongste zus nog altijd niet serieus. Ze komen bij een groot water met twaalf schepen, in elk schip zit een prins. De koningsdochters worden meegenomen en de prins die de jongste dochter vervoert, vertelt dat zijn bootje veel zwaarder vaart. Ze komen bij een kasteel en de prinsen dansen met de prinsessen. De soldaat danst onzichtbaar mee en drinkt de wijn van de meisjes. De jongste vindt het griezelig, maar de oudste laten haar zwijgen.
Als het drie uur is, zijn de schoentjes stukgedanst en de prinsen brengen de meisjes over het water. De soldaat gaat snel in zijn bed liggen en begint te snurken. De meisjes gaan in bed liggen en de soldaat besluit nog niks te zeggen, omdat hij weer naar de wonderbaarlijke wereld wil. Ook de derde nacht herhaalt alles zich en hij neemt een beker als bewijsstuk mee. Hij gaat naar de koning en neemt de drie takken en de beker mee. Hij vertelt dat de prinsessen met twaalf prinsen dansen in een onderaards kasteel. Hij laat de bewijsstukken zien en de koning laat zijn dochters halen. Ze ontkennen niet en de soldaat kiest de oudste dochter als bruid. De bruiloft wordt gevierd en de prinsen worden weer betoverd voor het aantal dagen als de nachten die ze met de prinsessen hebben gedanst.

## Achtergronden bij het verhaal
- Het sprookje komt uit Münsterland.
- In een versie uit Paderborn bindt de soldaat ook een spons onder zijn kin.
- In een variant uit Hessen is er één prinses, die elke nacht twaalf schoentjes stukdanst. De knecht van de schoenmaker hoort het verhaal en hoort dat de prinses is betoverd door twaalf prinsen.
- Ook in Hongarije en Polen zijn dergelijke sprookjes bekend.
- Het nachtelijke dansen van de prinsessen wordt in verband gebracht met de dansen van elfen en heksen.
- De twaalf kunnen staan voor de twaalf tekens van de dierenriem, denk hierbij aan de Titanen en Asen. Zij werden door het christendom naar de onderwereld verbannen.
- De onderaardse wereld komt in veel sprookjes voor, bijvoorbeeld Vrouw Holle (KHM24).
- De behulpzame oude vrouw komt in vele sprookjes voor, bijvoorbeeld in De twaalf broeders (KHM9), De duivel met de drie gouden haren (KHM29), De roverbruidegom (KHM40), De drie vogeltjes (KHM96), De zoete pap (KHM103), De groente-ezel (KHM122), De duivel en zijn grootmoeder (KHM125), De ganzenhoedster aan de bron (KHM179), De waternimf in de vijver (KHM181), De ware bruid (KHM186), Het klosje, de schietspoel en de naald (KHM188) en De laars van buffelleer (KHM199).
- De afgedankte soldaat komt in veel sprookjes voor. Hij neemt het eigen lot in handen en dit loopt uiteindelijk goed af. Zie ook Met z'n zessen de hele wereld rond (KHM71), Vrolijke Frans (KHM81), De roetzwarte broer van de duivel (KHM100), Berenpels (KHM101), Het blauwe licht (KHM116), De laars van buffelleer (KHM199), De veelgelovende koningsdochter en De avonturen van een soldaat.
- Al in de Griekse mythologie kwamen voorwerpen voor waarmee onzichtbaarheid kan worden bereikt (de helm van Hades, enkele versies van verhalen over Perseus die - met de helm van Athena - Medusa verslaat). In de noordse (huliðshjálmr van de Noorse dwergen en Fafnirs helm) en Welshe mythologie (Caswallawn) komt een onzichtbaarheidsmantel voor. Ook in de verhalen over Harry Potter komt een onzichtbaarheidsmantel voor. Zie ook Aegis (mythologie) en het sprookje De raaf (KHM93).
- Een opgegeven raadsel was vroeger meer dan amusement, denk ook bijvoorbeeld aan het Bijbelverhaal over Simson en de Odinsvraag. Het raadsel speelt een grote rol in Vafþrúðnismál (het lied van Vafthrudnir uit de Edda). Het speelt ook in andere sprookjes een rol, zoals in Het raadsel (KHM22), Repelsteeltje (KHM55), De verstandige boerendochter (KHM94), Dokter Alwetend (KHM98), De volleerde jager (KHM111), Het snuggere snijdertje (KHM114), De duivel en zijn grootmoeder (KHM125), De zes dienaren (KHM134), Het herdersjongetje (KHM152) en Raadselsprookje (KHM160). Zie ook Het raadsel, een volksverhaal uit Suriname.
- Vergelijk ook De rode schoentjes van Hans Christian Andersen, degene die deze schoentjes draagt kan niet stoppen met dansen.
- De film Barbie en de 12 Dansende Prinsessen lijkt veel op dit verhaal. Bij de film gaat Barbie met haar zussen iedere nacht naar een ondergronds kasteel, en dansen daar hun schoentjes kapot.